# Saint-Étienne-sur-Blesle
Saint-Étienne-sur-Blesle é uma comuna francesa na região administrativa de Auvérnia-Ródano-Alpes, no departamento de Alto Loire. Estende-se por uma área de 19,75 km². Em 2010 a comuna tinha 54 habitantes (densidade: 2,7 hab./km²).